# 모요강
모요강(Moyo River)은 인도네시아 서누사틍가라주 숨바와섬의 강이다. 자카르타에서 동쪽으로 약 1200 km 지점에 위치해 있다.

## 지리
이 강은 열대 사바나 기후(쾨펜의 기후 구분에서 As로 할당됨)를 중심으로 숨바와섬 북서부 지역을 따라 흐른다. 이 지역의 연중 평균 기온은 26°C이다. 연중 평균 강우량은 1456 mm이다. 가장 습도가 높은 달은 평균 강우량은 294 mm인 1월이며, 가장 건조한 달은 강우량이 19 mm인 8월이다.